# Ray Nelson
Radell „Ray“ Faraday Nelson (geboren am 3. Oktober 1931 in Schenectady, New York; gestorben am 30. November 2022 in El Cerrito, Kalifornien) war ein amerikanischer Science-Fiction-Autor und Cartoonist.

## Leben

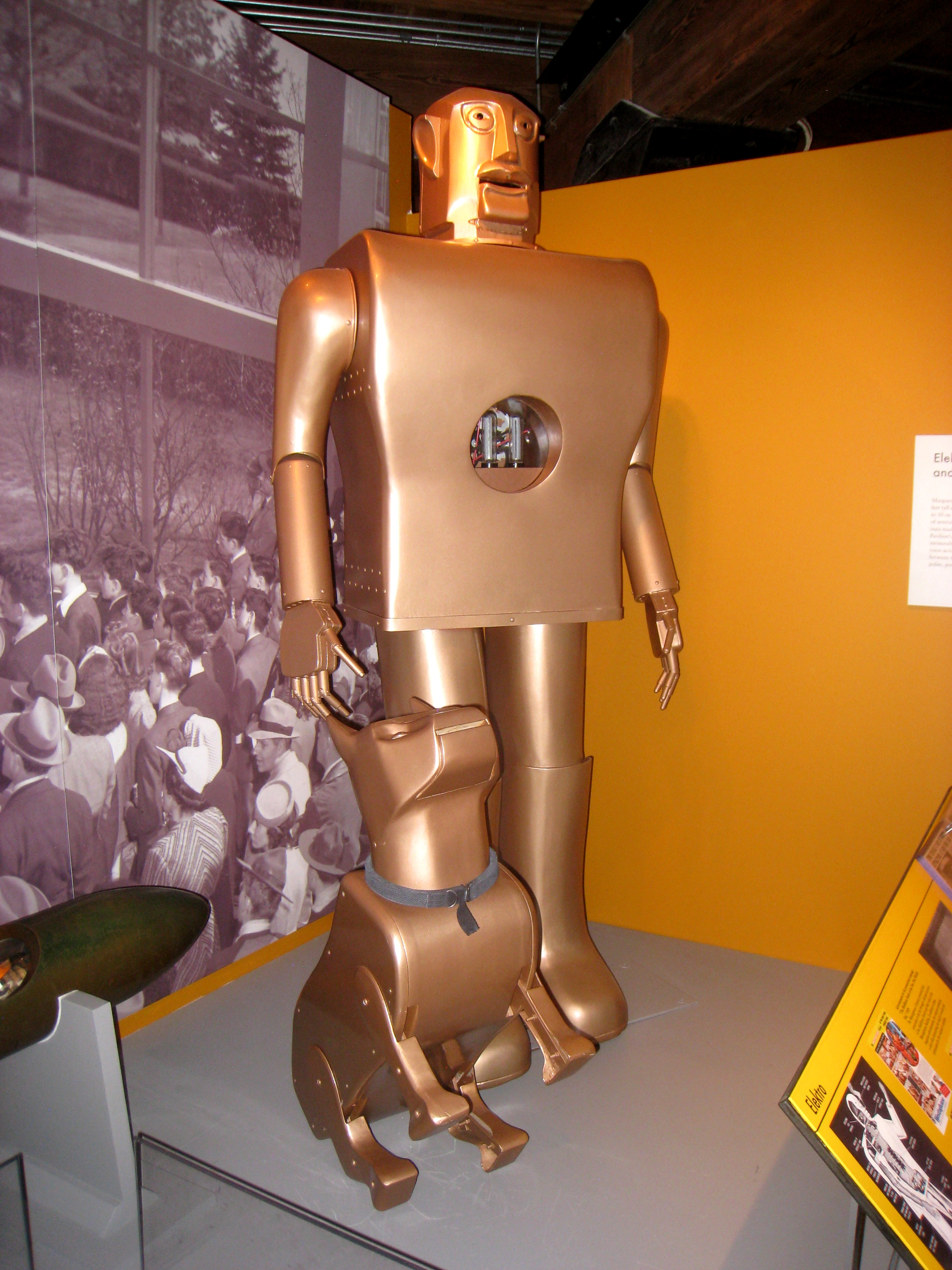
Roboter mit Roboterhund von der Weltausstellung 1939

Nelsons Eltern sind der Elektronikingenieur Walter Huges Nelson und die Lehrerin Marie Nelson, geborene Reed. Als prägendes Erlebnis schildert Nelson den Eindruck einer futuristischen Zukunftswelt auf der Weltausstellung von 1939 in New York.
Er begann schon in jungen Jahren zu arbeiten, zunächst ab 1947 für Inland Lakes Flying Service in Cadillac, Michigan, dann ab 1950 für die Hudson Motor Company in Detroit und ab 1951 als Schildermaler in Chicago. 1954 studierte er Kunstgeschichte am Chicago Art Institute und arbeitete außerdem als Drucker bei der Northside Poster Company in Chicago und 1955/1956 als Gebrauchsgrafiker bei der Artcraft Poster Company in Oakland, Kalifornien. 1957 ging er nach Frankreich, studierte französisch an der Alliance française und 1958 Kunst an der Sorbonne. 1959 machte er Übersetzungen für Jean Linard, einen in Vesoul lebenden Zeichner und Herausgeber von SF-Fanzines. In dieser Zeit verdienten Nelson und Michael Moorcock Geld mit dem Schmuggel von in Großbritannien verbotenen Büchern von Henry Miller, wofür Nelson ausgewiesen und Moorcock verhaftet wurde.
In Frankreich hatte Nelson die Norwegerin Kirsten Enge († 2011) kennen gelernt und 1957 geheiratet. 1958 kam sein einziger Sohn zur Welt. Es war Nelsons dritte Ehe, zuvor war er mit Perdita Lilly verheiratet (1951–1955), die Gegenstand von Nelsons erster Buchveröffentlichung war, dem Lyrikband Perdita: Songs of Love, Sex, and Self Pity. In zweiter Ehe war er mit Lisa Mullikin verheiratet (1955–1957).
1960 kehrte Nelson mit seiner jungen Familie in die USA zurück, machte im gleichen Jahr an der University of Chicago den Bachelor und im folgenden Jahr eine Ausbildung als Computerprogrammierer. 1963 erschien seine erste Science-Fiction-Erzählung Turn Off the Sky (deutsch als Schalt den Himmel ab) im Magazine of Fantasy and Science Fiction, seiner eigenen Einschätzung nach das Beste, was er je schreiben sollte. Seitdem habe er versucht, Gleichartiges zu schaffen: „Es ist hart, an der Spitze zu beginnen und sich dann nach unten zu arbeiten.“ Harlan Ellison sprach von der „ersten Erzählung der New Wave“, zugleich war sie so kontrovers, dass eine Hugo-Nominierung zurückgezogen wurde.
Im gleichen Jahr wie Turn Off the Sky erschien auch die Kurzgeschichte Eight O'Clock in the Morning (deutsch als Punkt acht Uhr morgens), die zur Vorlage von John Carpenters Film Sie leben (1988) wurde. 1967 erschien Nelsons erster Roman, The Ganymede Takeover, den er in Kollaboration mit Philip K. Dick schrieb, worin wurmartige Invasoren vom Ganymed die Erde übernehmen. Der Roman wurde als unbehagliche Mischung aus Dicks obsessivem Interesse am ambivalenten Wesen der Wirklichkeit und einem Space-Opera-Plot beschrieben.
Nelsons zweiter SF-Roman Blake’s Progress (1975) erzählt im Rahmen einer alternativen Geschichte, in welcher sich der Dichter und Maler William Blake zusammen mit seiner talentierteren (und sympathischeren) Frau Kate auf Zeitreise begibt. Zu nennen ist weiterhin The Prometheus Man von 1982, der eine dystopische Zukunftsgesellschaft beschreibt, in der nur noch wenige Menschen Arbeit haben und eine große Mehrheit der „Unbeschäftigten“ in Lagern eingepfercht und verwaltet wird, was zu Unruhen führt.
Für den Verlag Greenleaf schrieb Nelson Anfang der 1970er auch eine Reihe von pornographischen Romanen unter dem Pseudonym R. N. Elson.

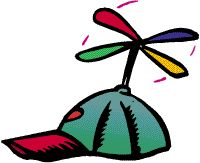
Propeller-Beanie

Abgesehen von seinen schriftstellerischen Verdiensten gründet Nelson seinen Anspruch auf Unsterblichkeit auf die Erfindung des Propeller-Beanies, der mit einem Propeller dekorierten Schirmkappe, emblematisches Attribut des jugendlichen SF-Fans. Nelson meint:

„Jahrhunderte nachdem all meine Schriften vergessen sind, wird irgendwo in der Galaxis noch immer ein Propeller-Beanie rotieren.“

Die Erfindung soll gemacht worden sein, als Nelson in der 10. Klasse war. Anfang der 1980er gründete Nelson zusammen mit dem Künstler Dave Rike die Second International Beanie Brigade, eine eher virtuelle Gruppe von Propellermützenträgern.
In den Jahren nach 1967 wirkte Nelson in verschiedenen Institutionen als Dozent und Lehrer, zunächst in der Berkeley Free University (1967/1968), dann als Gründer des Microcosm Fiction Workshop und ab 1968 als Lehrkraft an der Adams Junior High School in El Cerrito.
Von 1977 bis 1978 war Nelson Präsident des California Writers Club und erhielt 1983 den von diesem verliehenen Jack London Award. 2003 erhielt er den Rotsler Memorial Fanzine Artist Award für seine künstlerischen Beiträge zum SF-Fandom, 2007 den Emperor Norton Award und 2014 den Fan Activity Achievement Award für sein Lebenswerk als SF-Fan.

## Bibliografie
Romane
- The Ganymede Takeover (1967, mit Philip K. Dick)
  - Deutsch: Die Invasoren von Ganymed. Bastei Lübbe Science Fiction Taschenbuch #21082, 1976, ISBN 3-404-05193-9.
- The Agony of Love (1969)
- Girl with the Hungry Eyes (1969)
- How to Do it (1970, als R. N. Elson)
- Black Pussy (1970, als R. N. Elson)
- Sex Happy Hippy (1970, als R. N. Elson)
- The DA’s Wife (1970, als R. N. Elson)
- Blake’s Progress (1975, auch als Timequest, 1985)
- The Ecolog (1977)
- The Prometheus Man (1982)
- Dogheaded Death (1989)
- Virtual Zen (1996)

Lyrik
- Perdita : Songs of Love, Sex, and Self Pity (1960?)

Kurzgeschichten
- Turn Off the Sky (1963)
  - Deutsch: Schalt den Himmel ab. In: Hans Joachim Alpers, Werner Fuchs (Hrsg.): Die Sechziger Jahre I. Edition SF im Hohenheim Verlag, 1983, ISBN 3-8147-0034-1.
- Eight O’Clock in the Morning (1963)
  - Deutsch: Punkt acht Uhr morgens. In: Charlotte Winheller (Hrsg.): Musik aus dem All. Heyne Allgemeine Reihe #286, 1964. Sowie in: Kurt Brand: Risiko unendlich groß, Perry Rhodan Nr. 138, Moewig, München. 1964.
- Food (1965)
- The Great Cosmic Donut of Life (1965)
- Strange Mara (1971)
- The Escapist (1972)
- Time Travel for Pedestrians (1972)
- A Song on the Rising Wind (1974)
- The City of the Crocodile (1974)
- Who’s the Red Queen? (1976)
- Flesh Pearl (1976)
- Then Beggars Could Ride (1976, Beggars #1)
- The Revolt of the Unemployables (1978, Beggars #2)
- Nightfall on the Dead Sea (1978)
- Dimension of Horror (1979, Richard Blade Adventures #30, als Jeffrey Lord)
- Valse Triste (1980)
- Story (1982)
- I Goddess (1990)
- The Devil’s Tune (2004)
- The Way of the Tulpa II (2017)